# Rupt-en-Woëvre
Rupt-en-Woëvre és un municipi francès situat al departament del Mosa i a la regió del Gran Est. L'any 2007 tenia 308 habitants.

## Demografia

### Població
El 2007 la població de fet de Rupt-en-Woëvre era de 308 persones. Hi havia 110 famílies, de les quals 16 eren unipersonals (8 homes vivint sols i 8 dones vivint soles), 33 parelles sense fills, 57 parelles amb fills i 4 famílies monoparentals amb fills.
La població ha evolucionat segons el següent gràfic:
Habitants censats

### Habitatges
El 2007 hi havia 146 habitatges, 115 eren l'habitatge principal de la família, 10 eren segones residències i 21 estaven desocupats. 142 eren cases i 3 eren apartaments. Dels 115 habitatges principals, 106 estaven ocupats pels seus propietaris i 8 estaven llogats i ocupats pels llogaters; 2 tenien dues cambres, 25 en tenien tres, 20 en tenien quatre i 67 en tenien cinc o més. 89 habitatges disposaven pel capbaix d'una plaça de pàrquing. A 40 habitatges hi havia un automòbil i a 56 n'hi havia dos o més.

### Piràmide de població
La piràmide de població per edats i sexe el 2009 era:
| Homes | Edats   | Dones |
| ----- | ------- | ----- |
| 0     | 95 o +  | 4     |
| 0     | 90 a 94 | 0     |
| 0     | 85 a 89 | 0     |
| 0     | 80 a 84 | 0     |
| 0     | 75 a 79 | 8     |
| 8     | 70 a 74 | 8     |
| 8     | 65 a 69 | 8     |
| 12    | 60 a 64 | 16    |
| 0     | 55 a 59 | 0     |
| 16    | 50 a 54 | 16    |
| 12    | 45 a 49 | 16    |
| 8     | 40 a 44 | 8     |
| 0     | 35 a 39 | 4     |
| 12    | 30 a 34 | 4     |
| 12    | 25 a 29 | 8     |
| 20    | 20 a 24 | 24    |
| 20    | 15 a 19 | 8     |
| 0     | 10 a 14 | 8     |
| 16    | 5 a 9   | 8     |
| 0     | 0 a 4   | 12    |

## Economia
El 2007 la població en edat de treballar era de 202 persones, 135 eren actives i 67 eren inactives. De les 135 persones actives 114 estaven ocupades (71 homes i 43 dones) i 21 estaven aturades (14 homes i 7 dones). De les 67 persones inactives 18 estaven jubilades, 19 estaven estudiant i 30 estaven classificades com a «altres inactius».

### Ingressos
El 2009 a Rupt-en-Woëvre hi havia 121 unitats fiscals que integraven 296 persones, la mediana anual d'ingressos fiscals per persona era de 14.042,5 €.

### Activitats econòmiques
Dels 4 establiments que hi havia el 2007, 3 eren d'empreses de construcció i 1 d'una empresa de comerç i reparació d'automòbils.
L'únic servei als particulars que hi havia el 2009 era una lampisteria.
L'any 2000 a Rupt-en-Woëvre hi havia 7 explotacions agrícoles que ocupaven un total de 396 hectàrees.

## Poblacions més properes
El següent diagrama mostra les poblacions més properes.